# 絵画石碑

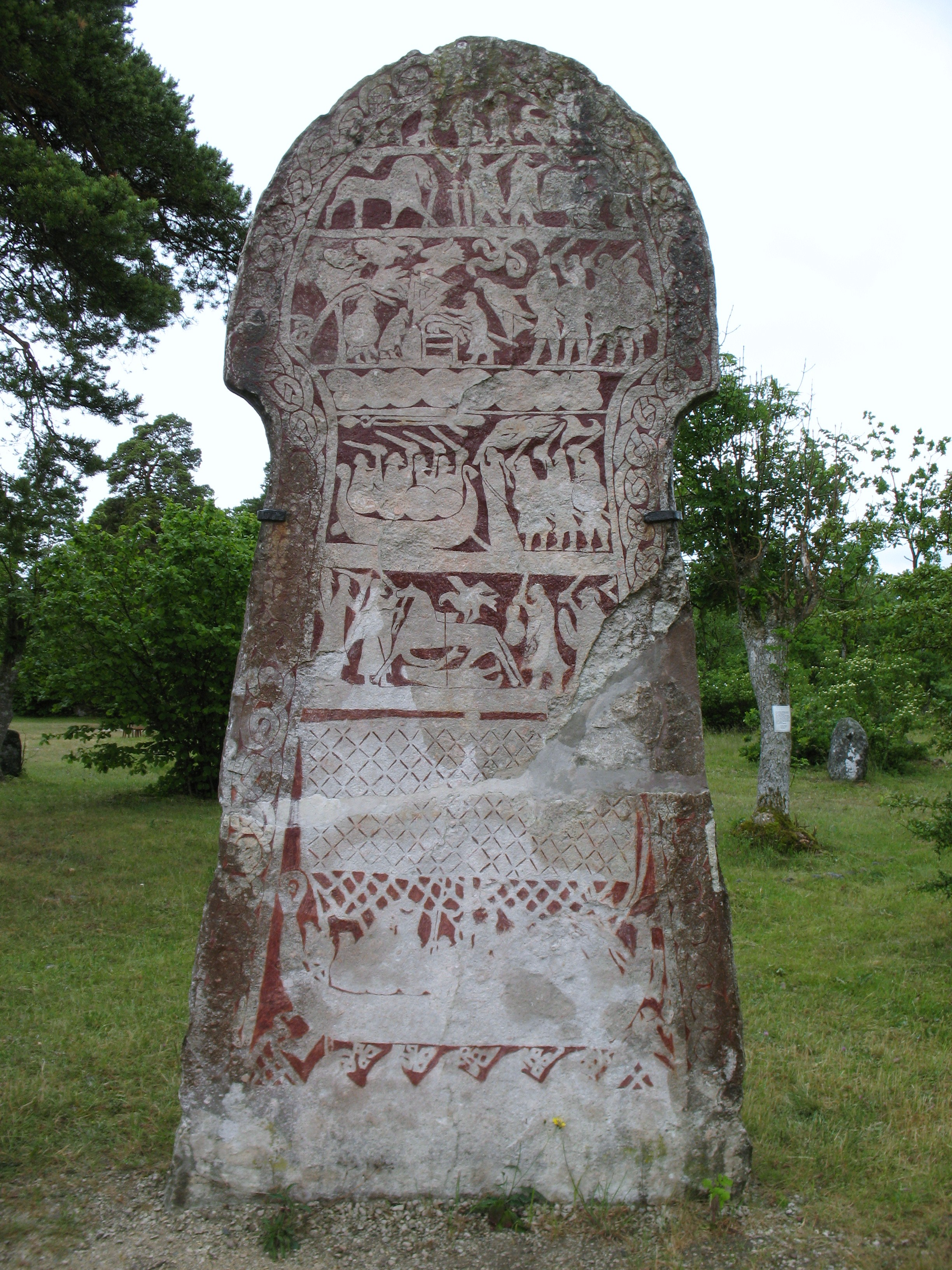
ストーラ・ハマール石碑（en）

絵画石碑（かいがせきひ、英語：picture stone、image stone、figure stone）あるいは刻画石碑とは、ゲルマン鉄器時代やヴァイキング時代のスカンディナヴィアに建立された装飾を施した石板である。ほぼ石灰岩で作られており、その最多数がゴットランド島にある。
2023年時点では400基以上が確認されており、おそらく全て記念碑として建立されたと考えられるが、ごくまれに墓地のかたわらに建てられたものもある 。人目に付くように道や橋のそばに置かれたものも存在する。
ルーン石碑とは用途が異なり、絵画石碑のほとんどは伝達しようとしている事象が絵画によって描かれている。また、ルーン碑文を伴うものもあるが、誰に対して捧げられたか刻まれることは稀である。そのため、言語による説明を欠くために絵画石碑の正確な解釈は困難とされている。

## 概要
スウェーデンの西海岸地帯に集中して見られる青銅器時代の岩石線画が自然の平面岩に刻まれたのに対し、絵画石碑は石灰岩を石板の形状に加工したものを用いている。何らかの記念して建立されたと考えられるが、死者崇拝や埋葬習慣に起源を持つと考えられている。
石碑が建立当時の場所にそのままの姿で発見されることはごく稀で、キリスト教伝来後の墓石や教会の石材として再利用される形で見つかっている。

## グループ

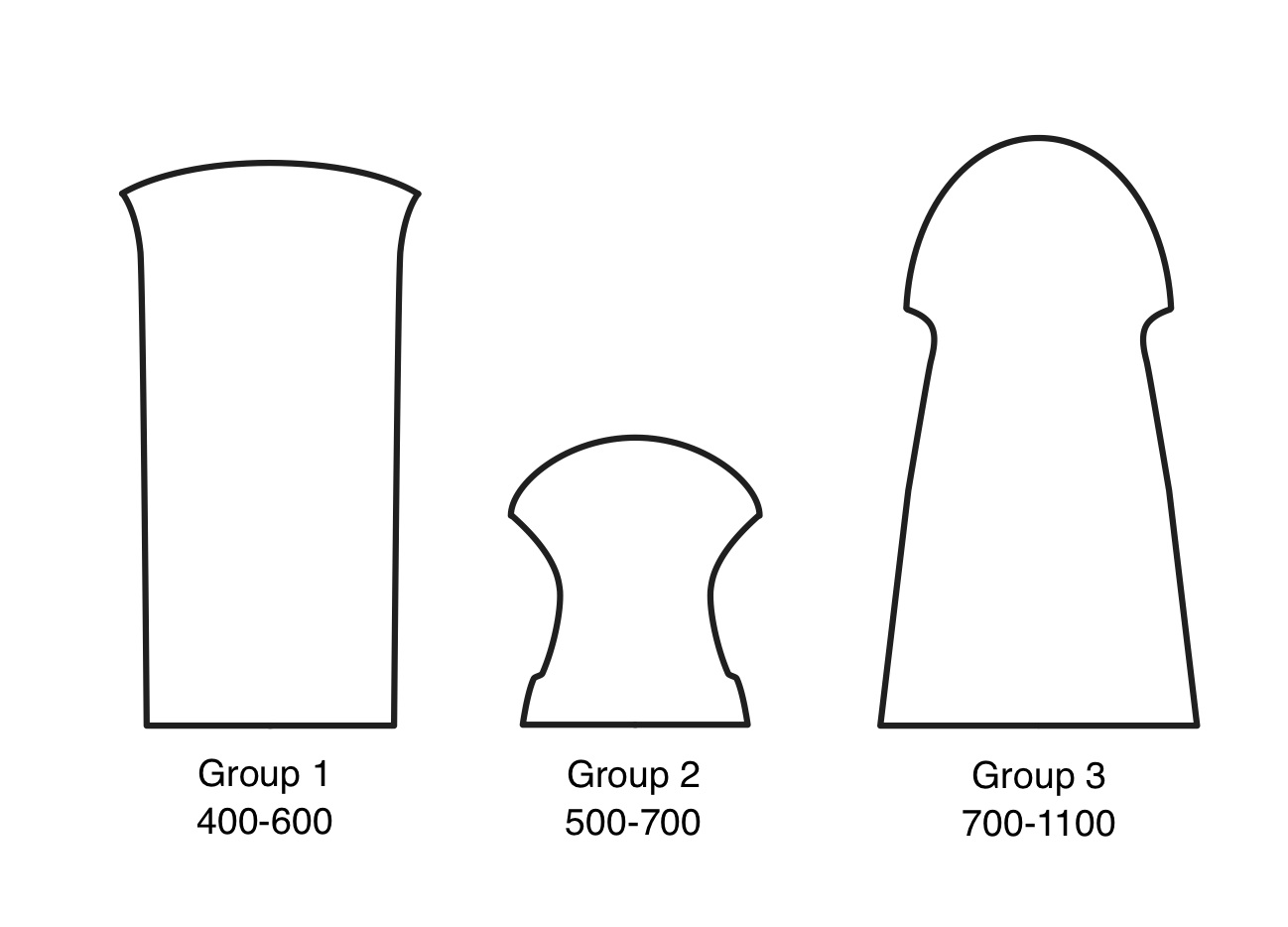
絵画石碑の各グループに見られる代表的な形状の図

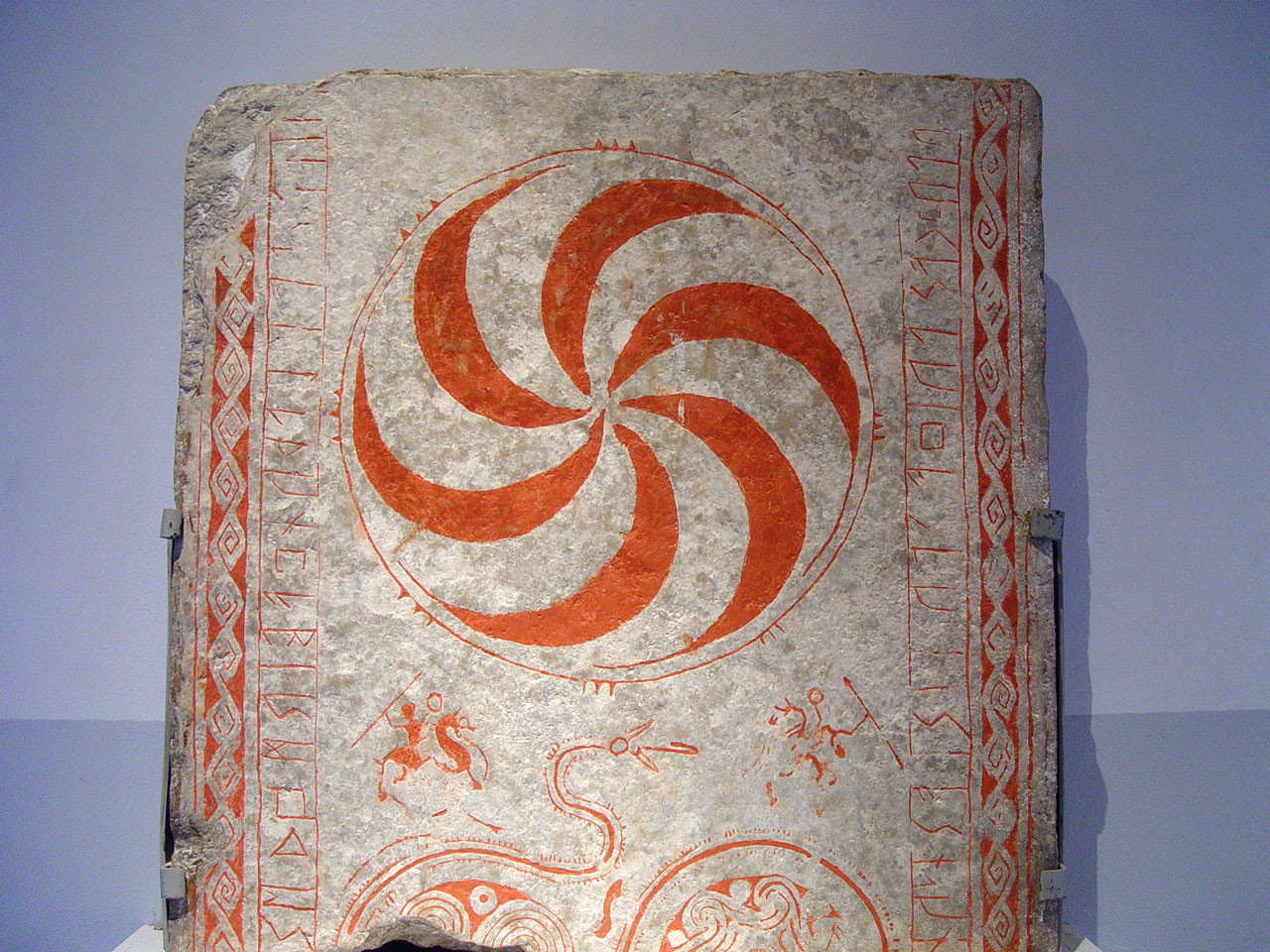
第1グループの石碑に見られる渦巻模様（ゴットランド島、歴史博物館蔵）

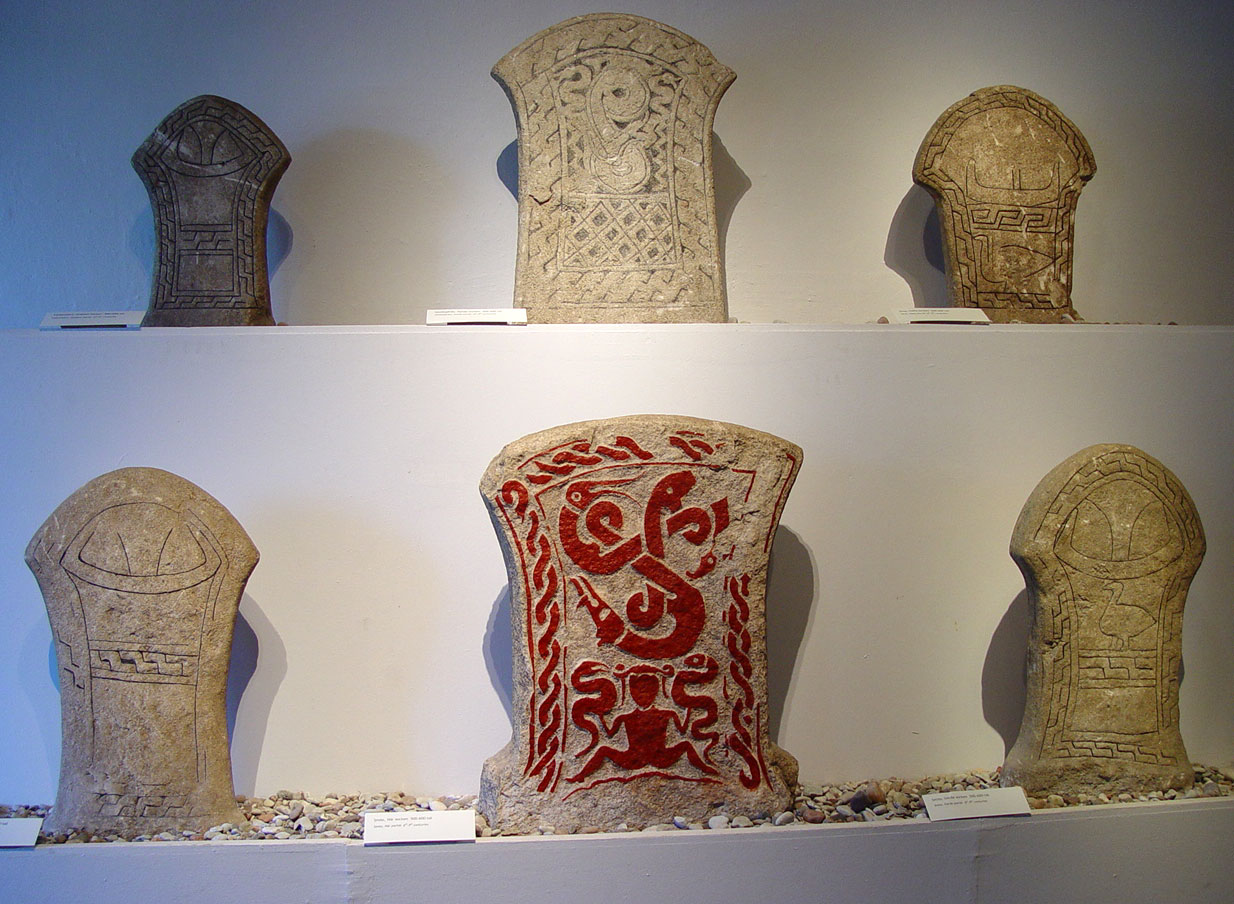
第2グループに属する小さい絵画石碑（ゴットランド島、歴史博物館蔵）

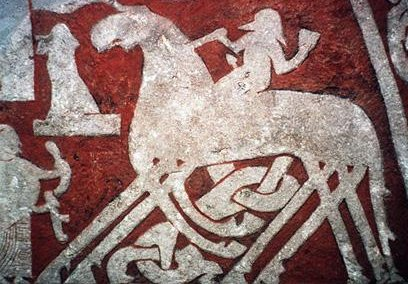
第3グループ。スレイプニルに騎乗したオーディンがヴァルハラへ帰還する場面の細部。 シェングヴィーデ石碑（en）

絵画石碑の年代は形状と装飾の研究に基づき分類される。石碑はさらに芸術的な観点と建立の立地や目的により3つのグループに分類できる。

### 紀元400年から600年まで
第1グループは紀元前400年から600年までのものである。これらはまっすぐな形をしているが、上面は斧の刃のような形状をしている。装飾は大抵は渦巻模様をともなう円で、これは太陽を象徴するものと考えられる。船や人間や動物が描かれたものもある。これらの古い石碑はふつうは墓地の近くに建てられるが、それら自体が墓の上に置かれることはない。

### 紀元500年から700年まで
第2グループは紀元500年から700年までのもので様式的な文様が施された小さなもので、「こびと絵画石碑」とも呼ばれる。図式化された小舟や船のほか、鳥やシカと思われる角のある動物が描かれているが、装飾が両面に施されているものもある点がより古いものと異なっている。縁飾りの文様がジグザク状になっているのも特徴のひとつである。

### 紀元700年から1100年まで
第3グループは紀元700年から1100年に作られたもので、このグループには背が高く、弓なりに長い両側面をした、いわゆるキノコ型の石碑が含まれている。このグループの石碑には格子模様の入った帆を張った船や、異なる場所での出来事などの絵が多数装飾として見られ、石碑の周囲は様々なパターンの編み目文様で飾られている。ほとんどは供犠や戦いの場面であるが 、馬に乗った男性が角杯をかかげた女性に出迎えられる絵もよく見られる。絵画石碑には伝説や神話の様々な場面が描かれており、北欧神話や北欧の伝説の描写と同定出来るものもあるが、絵画の背景となった物語のほとんどは文書として現存していない。
絵画石碑は船や帆についての考古学的な知識を補完するさまざまな情報源であり、武器や馬車、橇（そり）についての知識も得られる。このグループの後期には、周囲をルーン文字で装飾されたものや、竜などの動物文様石碑の上部にキリスト教えの影響と思われる十字架が刻まれたものが属している。これらは道や橋の近くなどよく見える場所に置かれた。
ゴトランド島最大の絵画石碑はブトレ教区内のエンゲで発見されているが、これは高さ3.7メートルあり、8世紀の様式でふんだんに装飾が施されている。

## マン島の絵画石碑
マン島の背の高い十字架の墓石には、ゴットランド島の絵画石碑と類似した戦士や北欧の神々を題材とする装飾がたくさん施されているものがある。